# Camptoloma flagrans
Camptoloma flagrans är en fjärilsart som beskrevs av Swinhoe 1893. Camptoloma flagrans ingår i släktet Camptoloma och familjen björnspinnare. Inga underarter finns listade i Catalogue of Life.